# Bernard Genoud
Bernard Genoud (Châtel-Saint-Denis, 22 febbraio 1942 – Friburgo, 21 settembre 2010) è stato un vescovo cattolico svizzero.

## Biografia
Bernard Genoud nacque il 22 febbraio 1942 a Châtel-Saint-Denis, quartogenito dei cinque figli di Henri Genoud e di Hermance Currat e dove anche il fratello maggiore Michel divenne prete.

### Formazione e ministero sacerdotale
Studiò presso il collegio dell'abbazia territoriale di San Maurizio d'Agauno fino al 1963, poi frequentò il seminario di Friburgo, dove ebbe per professori il cardinale Charles Journet e il vescovo Pierre Mamie.
Fu ordinato presbitero il 22 giugno 1968.
Dopo l'ordinazione sacerdotale, fu vicario per tre anni a Montreux e proseguì gli studi di filosofia ottenendo la licenza nel 1975.
Successivamente fu professore per il Collège Saint-Michel di Friburgo e dal 1976 al 1994 fu professore di filosofia per il Collège du Sud a Bulle. Insegnò anche presso l'École de la Foi, sempre a Friburgo, fino al 2006. Dal 1981 al 1994 fu parroco a Lessoc, nel comune di Haut-Intyamon e dal 1994 fu rettore del seminario di Friburgo e professore di teologia per l'Università di Friburgo.

### Ministero episcopale
Il 18 marzo 1999 papa Giovanni Paolo II lo nominò vescovo di Losanna, Ginevra e Friburgo. Ricevette l'ordinazione episcopale il 24 maggio seguente per imposizione delle mani del vescovo Amédée Grab.
Nel 2008 istituì una commissione incaricata di effettuare verifiche in caso di sospetti abusi sessuali concernenti membri del clero, scusandosi pubblicamente con le vittime.
Resse la diocesi per 11 anni, morendo a Friburgo il 21 settembre 2010 all'età di 68 anni a causa di un carcinoma del polmone.

#### Accuse postume
Nel 2023 il suo successore, il vescovo Charles Morerod, annunciò che nei confronti di monsignor Genoud fosse sporta una denuncia da parte di una donna, la quale dichiarò di aver subito abusi sessuali proprio da parte del defunto prelato.

## Genealogia episcopale
La genealogia episcopale è:
- Cardinale Scipione Rebiba
- Cardinale Giulio Antonio Santori
- Cardinale Girolamo Bernerio, O.P.
- Arcivescovo Galeazzo Sanvitale
- Cardinale Ludovico Ludovisi
- Cardinale Luigi Caetani
- Cardinale Ulderico Carpegna
- Cardinale Paluzzo Paluzzi Altieri degli Albertoni
- Papa Benedetto XIII
- Papa Benedetto XIV
- Papa Clemente XIII
- Cardinale Marcantonio Colonna
- Cardinale Giacinto Sigismondo Gerdil, B.
- Cardinale Giulio Maria della Somaglia
- Cardinale Carlo Odescalchi, S.I.
- Cardinale Costantino Patrizi Naro
- Cardinale Serafino Vannutelli
- Cardinale Domenico Serafini, Cong. Subl. O.S.B.
- Cardinale Pietro Fumasoni Biondi
- Arcivescovo Filippo Bernardini
- Vescovo François Charrière
- Cardinale Charles Journet
- Vescovo Pierre Mamie
- Vescovo Amédée Grab, O.S.B.
- Vescovo Bernard Genoud